# Cannery Row (Steinbeck)
Cannery Row (Brasil: A Rua das Ilusões Perdidas (Caravana de Destinos) / Portugal: Bairro da lata) é um romance do escritor norte americano John Steinbeck, publicado em 1945. Passa-se durante a Grande Depressão em Monterey (Califórnia), numa rua repleta de fábricas de conserva de sardinha em lata que é conhecida como Cannery Row. A história gira em torno das pessoas que vivem lá: Lee Chong, o merceeiro local, Doc, biólogo marinho, e Mack, o líder de um grupo de vagabundos.
O local real que foi o cenário de Steinbeck, Ocean View Avenue, em Monterey, foi mais tarde rebaptizado de "Cannery Row" em homenagem ao livro. Uma adaptação cinematográfica do livro foi estreada em 1982 e uma versão teatral foi produzida em 1995.

## Resumo
"Cannery Row em Monterey, na Califórnia, é um poema, um fedor, uma estridência, uma gradação de luz, um som, um vício, uma nostalgia, um sonho. Cannery Row é acumulação e desperdício; lata, ferro, ferrugem e ripas de madeira; arruamento esburacado e terrenos de urtigas e montes de lixo, fábricas de conservas de sardinha de chapa ondulada, dancings, restaurantes e bordéis, e pequenas mercearias atravancadas e laboratórios e albergues. Os seus habitantes são, como alguém disse, 'prostitutas, chulos, batoteiros e filhos da puta,' com o que queria dizer toda a gente. Tivesse espreitado por outra frincha e talvez dissesse, 'santos e anjos e mártires e homens santos,' e significaria a mesma coisa."

—Início de Cannery Row
Cannery Row tem um ponto de partida simples: Mack e os seus amigos estão a tentar fazer algo que agrade ao seu amigo Doc, que tem sido simpático com eles sem pedir recompensa. Mack insiste na ideia de que devem fazer uma festa de agradecimento, e rapidamente toda a comunidade fica envolvida. Infelizmente, a festa fica fora de controle, e o laboratório e casa do Doc são destruídos — e com isso o bom humor de Doc. Num esforço para obter de novo as boas graças de Doc, Mack e os rapazes decidem dar outra festa — mas fazem com que resulte bem desta vez. Uma procissão de vinhetas ligadas entre si descreve as vidas dos habitantes em Cannery Row. Estes são subtemas que se desenrolam em simultâneo com a trama principal.
Steinbeck revisitou estes personagens e a ambiência nove anos depois no seu romance Sweet Thursday.

### Personagens
Doc é um biólogo marinho que estuda e recolhe animais marítimos ao longo da costa da Califórnia. A maioria dessas criaturas é preservada de alguma forma e é enviada para todo o país, para universidades, laboratórios e museus. Doc é descrito como "enganosamente pequeno" mas com muita força e um potencial de raiva passional. Usa barba, o que era estranho e impopular na época, e possui um grande carisma.

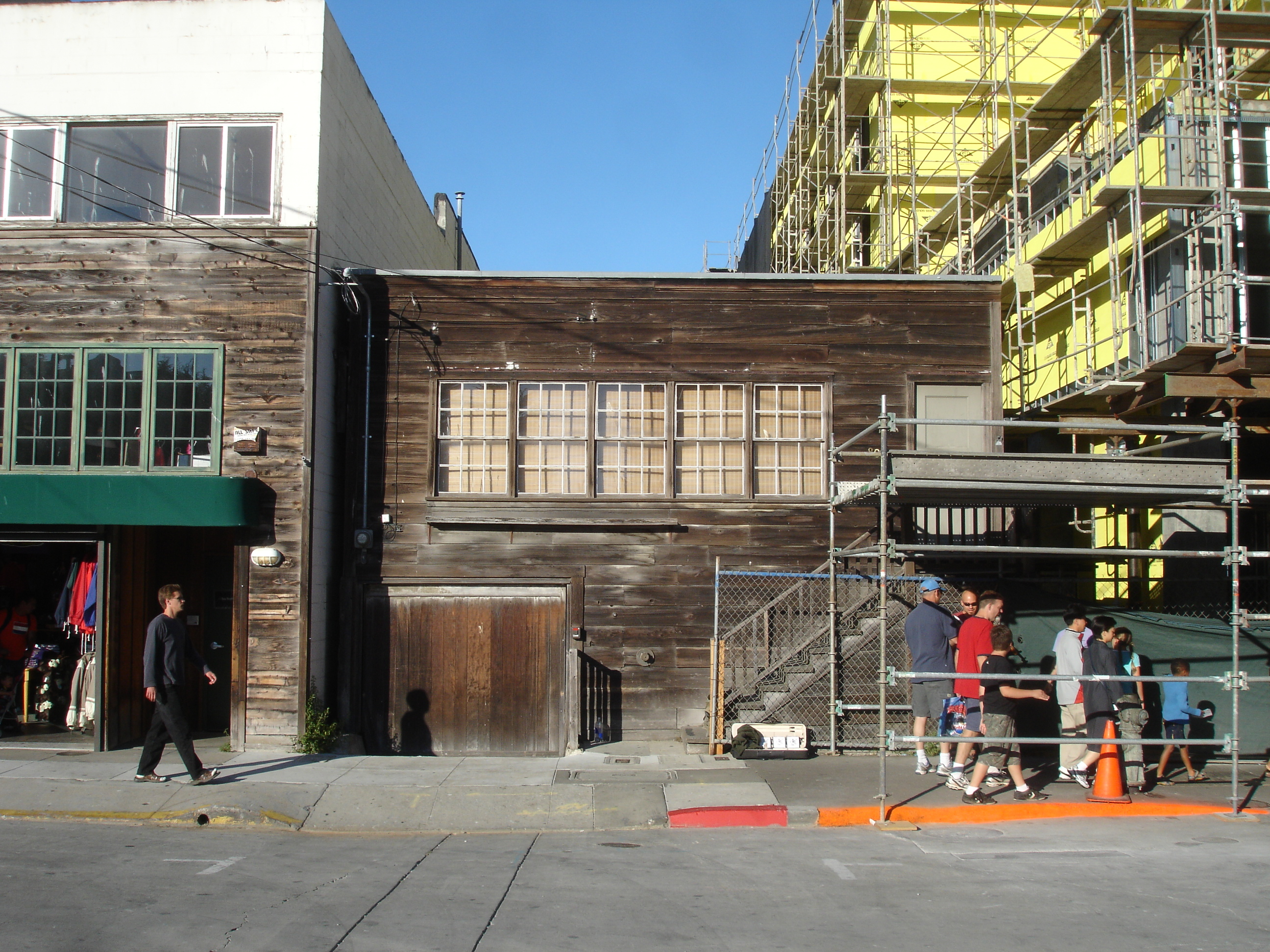
O laboratório de Ed Ricketts no n. 800 de Cannery Row, Monterey (Califórnia), que serviu de modelo a Steinbeck para a personagem Doc.

Steinbeck baseou a personagem de Doc no seu amigo Ed Ricketts, a quem também dedicou o romance. Ricketts foi um notável biólogo marinho e quem levou a que Steinbeck se interessasse pelo assunto. O laboratório de biologia de Doc é uma referência ao verdadeiro Pacific Biological Laboratories de Ricketts, instalado no n. 800 de Cannery Row de 1928 a 1948.
Dora Flood é proprietária e gerente do bar Bear Flag, possuindo uma mente afiada para o negócio, bem como um espírito forte. Apesar de gerir um  prostíbulo, ela mantém certos normas – não vender bebidas muito alcoólicas, manter um preço honesto pelos serviços da casa e não permitir palavrões nas instalações. Dora também é gentil com aqueles que a ajudaram, nunca despedindo uma mulher muito velha ou doente para trabalhar. Sendo uma operação ilegal, Dora tem que ser duas vezes mais "cumpridora da lei" e " filantrópica" do que os outros em Cannery Row. Durante os tempos mais sombrios da Grande Depressão, Dora pagava as contas de mercearia e dava alimento aos filhos dos mais pobres, quase falindo por isso. Dora é sem dúvida a personagem mais bem-sucedida no livro.
Mack é um homem de 48 anos, descrito como "o mais velho, líder, mentor e um pouco explorador de um pequeno grupo de homens que tinham em comum o não terem família, dinheiro e ambições, para além da busca de comida, bebida e satisfação. Mas, se muitos quando buscam satisfação se destroem e ficam extenuados e aquém de seus alvos, Mack e os seus amigos alcançam a satisfação casualmente, calmamente, usufruindo-a suavemente."
Hazel é um jovem obscuro mas bom, forte e leal que vive com Mack e os rapazes no Palace Flophouse. O nome dele é feminino, porque a sua mãe estava cansada quando ele nasceu (o oitavo filho em sete anos) e deu ao bebé o nome de uma tia que constava que tinha seguro de vida. Quando se percebeu que Hazel era um rapaz já se tinha acostumado ao nome e nunca o mudou.
Eddie é outro residente do Palace. Eddie é um barman a tempo parcial que fornece os rapazes um "ponche" coado dos restos deixados pelos clientes nos copos do Bar da Ida.
Lee Chong é o astuto chinês proprietário e gerente da mercearia do bairro, conhecida como Mercearia da Flor Celestial.
Chinês - A enigmática figura do "Chinês" aparece na história várias vezes. Ele caminha tranquilamente pela cidade, normalmente quando o narrador vai de caminho até ao oceano. A associação do Chinês ao mar eterno lembra-nos que as aceleradas e hilariantes aventuras dos personagens de Cannery Row são meras ondulações na vasta profundeza da experiência humana.

## Temas Principais
- Camaradagem - Os moradores de Cannery Row trabalham em conjunto para dar uma festa a Doc. No fim os seus esforços têm bom resultado e mostram as muito variadas habilidades e recursos dos moradores para alcançar um resultado memorável.

- Contentamento - Mack e os rapazes do Palácio do Cortiço precisam de pouco e desfrutam muito, e o que precisam adquirem pela astúcia. Doc está feliz com a sua situação na vida e na comunidade (mas muitos preocupam-se pela sua solidão sem uma companheira). Lee Chong poderia muito facilmente ir atrás das pessoas em Cannery Row e cobrar as dívidas, mas ele prefere, ao invés, deixar que o dinheiro volte gradualmente para ele. "Henri, o pintor" é feliz construindo o barco dele sempre em mutação e vai continuamente desmontá-lo e começar de novo para que possa continuar a construi-lo. Cannery Row está satisfeita porque os seus habitantes não são ambiciosos para ser algo diferente daquilo que são: a sua única ambição é ser o melhor amigo de Doc.

- Prostituição - Steinbeck expressa um certo respeito pela prostituição, pela honestidade dos seus motivos, reservando o julgamento moral para o leitor. Em Ratos e Homens (1937), George tem um pequeno monólogo em que afirma que um homem pode ir a um bordel, beber uma cerveja e ter sexo, por um preço acordado antecipadamente - ao contrário de relações menos profissionais, sabe o que vai obter e o que terá que pagar. O mesmo tema de respeito é expresso em Cannery Row em descrições de Steinbeck do Bear Flag: a prostituição é um negócio que fornece um serviço que tem procura e é executado de forma limpa e honesta, o que beneficia a comunidade.

- Superação da opinião superficial sobre as pessoas - Ao longo da história, personagens como Dora Flood, Mack e Doc são desenvolvidas e revelam-se muito mais complexas do que aparentam ao princípio. Por exemplo, Dora Flood, que é a dona do bordel e é de quem as mulheres da cidade não gostam por causa do seu negócio, é muito generosa e durante dois anos doa alimentos a pessoas famintas. Doc, que é um amado e respeitado membro da sociedade, é, no fundo, uma pessoa muito triste e solitária, que, até o final da história, nunca se abre a outras pessoas.

- Nostalgia - John Steinbeck passou alguns dos anos mais felizes da sua vida numa casa em Pacific Grove, perto de Monterey e do laboratório do seu amigo, Ed Ricketts, desde 1930 até 1941, quando o seu casamento soçobrou. Steinbeck foi então para o leste, acabando por se casar de novo. Após uma época traumática, documentando em 1943 a campanha no Mediterrâneo da II Guerra Mundial, Steinbeck regressou a casa para descobrir que o seu segundo casamento também estava em perigo. Ele escreveu Cannery Row em 1944 na tentativa de recuperar o mundo da era da grande depressão em uma Monterey que já era então inacessível a Steinbeck.[4] As principais influências para essa mudança foram o efeito da guerra em Monterey e no próprio escritor, a separação do primeiro casamento e o isolamento causado pelo recente desafogo de Steinbeck, derivado da sua crescente fama e sucesso como escritor. Steinbeck começava a suspeitar que não lhe seria mais possível viver na sua parte favorita da Califórnia. Com efeito, após uma tentativa fracassada de viver na Califórnia na década de 1940, ele foi embora para passar o resto de sua vida em Nova York.

## Sweet Thursday
Steinbeck escreveu mais tarde uma sequela a que chamou Sweet Thursday (Doce Quinta-Feira), em que aparecem vários novos personagens e Doc descobre o amor com a ajuda activa dos seus amigos. A versão cinematográfica de Cannery Row incorpora elementos de ambos os livros.

## Adaptações

### Filme
Uma versão cinematográfica foi lançada em 1982, com os actores Nick Nolte e Debra Winger nos principais papéis. O guião de David S. Ward (que participou também em The Sting de 1973 e Major League de 1989) afastou-se por vezes do material de origem, o que não foi bem aceite pelos herdeiros de Steinbeck.

### Teatro
Em 1994, o Western Stage no Hartnell College em Salinas, CA, encomendou a J.R. Hall para adaptar o romance ao palco, que foi encenado um ano mais tarde, integrado no Festival Nacional de Steinbeck. Posteriormente, foi encenado de novo pelo Western Stage em 2005, pelo Community College de Allegheny County, em Pittsburgh, Pensilvânia, em 2007, e pelo The City Theatre de Sacramento, Califórnia, em 2014.

## Na cultura popular
- O episódio do desenho animado Tweety Bird de 1950 " Canary Row" e o do desenho animado Tom e Jerry de 1967 "Cannery Rodent" são jogos de palavras com o título deste livro.

- No episódio de 2000 de South Park, "Do the Handicapped Go to Hell?", o Ike Broflovski de 2 anos está com os seus pais a ler Cannery Row, que o cumprimentam pela leitura de dois livros de Steinbeck num dia.